# 松平定儀
松平 定儀（まつだいら さだのり）は、江戸時代中期の旗本・大名。越後国高田藩4代藩主。定綱系久松松平家6代。官位は従五位下・越中守。

## 生涯
初代藩主・松平定重の六男として誕生。母は笹尾氏。
正徳2年（1712年）9月7日、本家から蔵米5000俵を分け与えられて旗本として分家した。寄合衆に所属した。享保10年（1725年）10月11日、甥で先代藩主の定輝が早世したため、その跡を継いだ。同年12月7日、8代将軍・徳川吉宗に御目見する。同年12月18日、従五位下・越中守に叙任する。

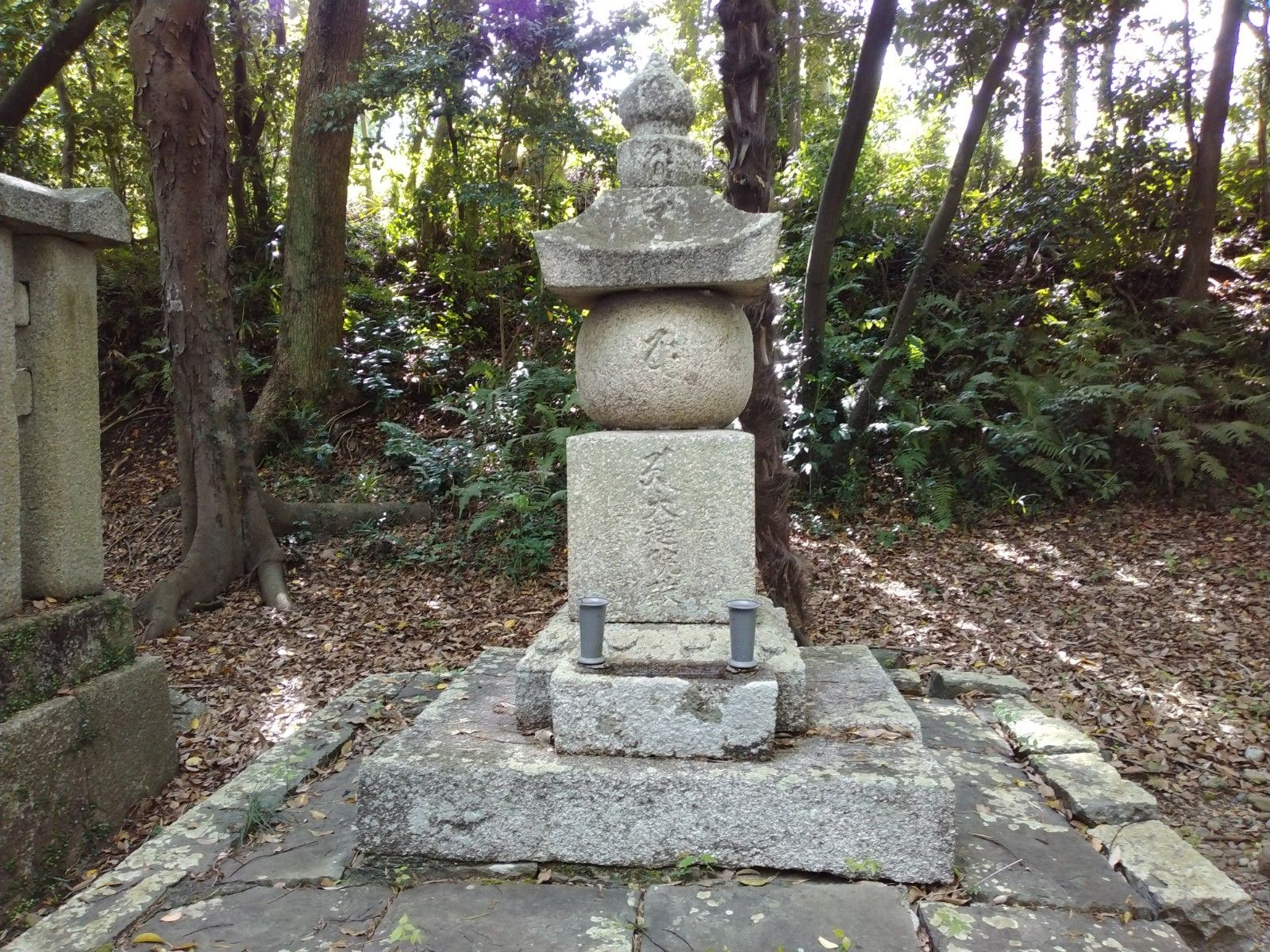
松平定儀墓所(桑名市照源寺)

享保12年（1727年）3月15日、お国入りする許可を得る。同年9月25日、高田で死去し、跡を養嗣子・定賢が継いだ。法号は大超院殿崇誉倒休大居士。

## 系譜
父母
- 松平定重（父）
- 笹尾氏 - 側室（母）

子女
- 松平定泰（次男）
- 千賀姫 -  松平定逵の養女、堀田正亮正室
- 酒井忠用正室

養子、養女
- 松平定賢 - 松平頼貞の子
- 幾姫 - お菟、山内豊常正室のち松平定賢正室、松平定逵の娘